# 沼田爆
沼田 爆（ぬまた ばく、1940年〈昭和15年〉2月22日 - 2024年〈令和6年〉8月）は、日本の俳優、リポーター。本名：沼田 知治。
東京府（現東京都）出身。明治大学中退。I・T企画に所属。身長167cm、血液型はA型。

## 人物・来歴
大学中退後、劇団四季に入団。
四季退団後、仲間と劇グループ「仮面座」を結成して主宰を務めていた。
その後、25歳でテレビの世界へ飛び込んだ。
芸名は爆弾に由来するもの（「本名は平凡だから、せめて芸名はパンチを効かせたい」として名付けたという）。
代表作は『鬼平犯科帳』シリーズでの同心・村松忠之進（猫どの）役。役柄の影響から、自身も料理番組に時折出演していた。
本人の人柄からなのか「編集の際には尺が合わないと真っ先にカットを頼まれる」と語っていた。
趣味はジャズ、特技はパントマイム。
2024年8月末、自宅で倒れているところを発見。まもなく死亡が確認された。84歳没。心臓の持病があったという。

## 出演

### テレビドラマ
NHK
- 少年ドラマシリーズ
  - 悦ちゃん（1974年） - 柳禄太郎 役
  - キヨ子は泣くもんか（1975年）
- 連続テレビ小説
  - いちばん星（1977年）
  - マー姉ちゃん（1979年）
  - ハイカラさん（1982年）
  - ロマンス（1984年） - 貫次 役
  - ファイト（2005年） - 亀井鉄男 役
  - どんど晴れ（2007年）
  - おかえりモネ（2021年） - 小倉肇 役
- 土曜ドラマ
  - 優しい時代（1978年） - 松岡 役
- あめりか物語（1979年） - 追田 役
- ドラマ人間模様 花笑み（1979年）
- 大河ドラマ
  - 峠の群像（1982年） - 薬売り
  - 翔ぶが如く（1990年） - 正親町三条実愛 役
  - 毛利元就（1997年） - 蔵田直信 役
  - 徳川慶喜（1998年） - 幸吉 役
  - 武蔵 MUSASHI（2003年） - 石母田外記 役
- 早筆右三郎（1978年） - 湯屋の三助 役
- 旅のはじまり（1990年）
- 大石内蔵助 冬の決戦（1991年） - 八郎右衛門 役
- 腕におぼえあり（1992年） - 安積屋平右衛門 役
- はやぶさ新八御用帳（1993年） - 高木良右衛門 役
- 水曜シリーズドラマ 検事調書の余白（1997年）
- 新・半七捕物帳 第4話「結び文」（1997年） - 倉田屋 役
- ドラマ新銀河 ママだって夏休み（1997年）
- 喪服のランデヴー（2000年） - 蓑田新吉 役
- ドラマDモード はっぴぃ・ウエディング（2001年）
- 最後の忠臣蔵（2004年） - 原元辰 役
- 感染爆発〜パンデミック・フルー（2008年） - 小山篤郎 役
- オトコマエ!（2009年） - 惣右衛門 役
- 隠密秘帖（2011年） - 梅園の主
- 神様の女房（2011年） - 大家・塚原
- 薄桜記（2012年） - 嘉次平 役
- 吉原裏同心（2014年） - 長吉 役
- 終の棲家（2014年） - 麻倉幸吉 役
- 昔話法廷「舌切りすずめ裁判」（2016年8月4日、NHK Eテレ） - おじいさん 役 [4]

日本テレビ
- 西遊記 第13話「恋地獄 なめくじ妖怪」（1978年、NTV / 国際放映） - ナメクジ妖怪
- 熱中時代 刑事編 第21話「熱中刑事タヌキ狩り」（1979年） - 小松太郎
- 熱中時代 第2シリーズ 第33話「雪国の熱中先生」（1981年） - 父親・昌三
- 若草学園物語（1983年）
- 事件記者チャボ! 第14話（1984年） - 片山医師
- 妻たちの課外授業（1985年） - 山下健悟
- こんな学園みたことない!（1987年） - 森永俊郎
- 悪女（1992年、読売テレビ）
- 江戸の用心棒（1995年） - 伊勢屋寅蔵
- 遺産相続弁護士 柿崎真一（2016年） - 立花
- 火曜サスペンス劇場
  - 松本清張スペシャル・微笑の儀式（1995年） - 窪田オーナー
  - 取調室シリーズ 第3作 - 第12作（1995年 - 2000年） - 衣山刑事〈2代目〉

TBS
- 月曜ドラマスペシャル→月曜ミステリー劇場→月曜ゴールデン
  - 早乙女千春の添乗報告書（1995年 - 2005年） - 神崎慎太郎 役
  - 十津川警部シリーズ 第28作（2003年） - 立花譲之介 役
  - 告発弁護士シリーズ 第4作（2003年） - 加藤治男
  - 狩矢警部シリーズ 第3作（2007年） - 本田浩二
  - 税務調査官・窓際太郎の事件簿 第18作（2009年） - 和菓子店主人
  - 世田谷駐在刑事 第1作（2012年） - 森雄三郎
  - 刑事夫婦 第1作（2014年） - 黒岩重光
- 宇宙鉄人キョーダイン（1976年 - 1977年） - 細田軍曹
- 噂の刑事トミーとマツ（1981年） - 細山課長補佐
- 風にむかってマイウェイ（1984年）
- 花田春吉なんでもやります（1985年） - 智の父
- 花嫁人形は眠らない（1986年） - 床屋
- お坊っチャマにはわかるまい!（1986年） - 執事
- 親子ゲーム（1986年） - 麻理男の父
- 橋田壽賀子ドラマ おんなは一生懸命（1988年） - 水原プロデューサー
- HOTEL （TBS / 近藤照男プロダクション）
  - 第1シリーズ 第11話「シー・ユー・アゲイン」（1990年） - 小高常務
  - 第2シリーズ 第3話 「ベルガール誕生」（1992年） - 片倉
  - スペシャル'93春「姉さんミステリーです!? 奇妙な訪問者」（1993年）
  - 第3シリーズ 第11話「女の日記盗難事件」（1994年） - 高田
  - 第4シリーズ 第13話「女子高生修学旅行」（1995年） - 藤田
- 3年B組金八先生（1995年 - 1996年） - 杉山修造
- 風になりたい（1998年） - 石倉
- 悪いオンナ「地獄へのカクテル」（1999年）
- 水戸黄門
  - 第27部 第6話「瞼の母がついた嘘 -天童-」（1999年4月26日） - 儀兵衛
  - 第29部 - 第30部（2001 - 2002年） - 望月庄左衛門
  - ナショナル劇場50周年記念特別企画スペシャル （2006年3月13日） - 新田正信
  - 第32部 第3話「おらが蕎麦は日本一 -小諸-」（2003年10月11日） - 柿田七兵衛
  - 第34部 第16話「お転婆ふたり 恋の港町 -酒田-」（2005年5月9日） - 小杉喜兵衛
  - 第36部 第20話「祇園の夜の大騒動!」（2006年12月18日） - 長作
  - 第42部 第1話「お前は助さん俺は格さん -江戸-」（2010年10月11日） - 沢木市兵衛 役
- 温泉へ行こう（2002年） - 山崎
- おとうさん（2002年）
- すずがくれた音（2004年） - 大沢敬介 役
- 弁護士のくず（2006年） - 前田敦夫 役
- Happy!（2006 - 2007年） - 桂木執事 役
- 再婚一直線!（2008年） - 波戸太一 役
- 恋うたドラマSP（2008年） - 和田茂副編集長 役
- 不適切にもほどがある!（2024年） - 喫茶店「喫茶＆バー すきゃんだる」マスター（2024年時点） 役

フジテレビ
- 意地悪ばあさん（1982年）
- また逢う日（1983年）
- 金曜ファミリーワイド「松本清張の地の骨」（1984年）
- 真夜中の匂い（1984年）
- 青い瞳の聖ライフ（1984年 - 1985年）
- 親戚たち（1985年）
- 家族八景（1986年） - 神波浩一郎
- あそびにおいでョ!（1988年） - 山城陽治
- 鬼平犯科帳（1989年 - 2016年） - 村松忠之進
- 裸の大将 第55話「清の桃太郎鬼退治」（1992年） - 辰雄
- 指輪（1995年）
- 3番テーブルの客（1996年）
- 踊る大捜査線（1997年）
- 御家人斬九郎（1998年） - 伊吹三左衛門 役
- GTO（1998年） - 藤富誠
- ショムニ（2000年） - 三ツ星銀行頭取
- 剣客商売（2004年） - 平助
- 鬼平犯科帳スペシャル 山吹屋お勝（2005年） - 村松忠之進
- 山おんな壁おんな（2007年） - 金田警備員
- 夢の見つけ方教えたる!（2008年） - 三田茂校長
- 婚カツ!（2009年） - 須見和彦
- やっとかめ探偵団（2011年） - 日比野元治
- PRICELESS〜あるわけねぇだろ、んなもん!〜（2012年）
- 金曜ドラマシアター→金曜エンタテイメント→金曜プレミアム
  - 悪霊島（1991年） - 山崎宇一巡査
  - 松本清張スペシャル・Dの複合（1993年） - 栗山刑事
  - 松本清張の異変街道（1993年） - 花屋利助
  - 浅見光彦シリーズ 第2作（1996年） - 多田刑事
  - 鍵師 第5作（1997年）
  - 十津川警部夫人の旅情殺人推理 第1作（2003年） - 久保田誠
  - 所轄刑事 第2作（2005年） - 阿久津刑事
  - 鬼平犯科帳スペシャル 兇賊（2006年） - 村松忠之進
  - 津軽海峡ミステリー航路 第6作（2007年） - 羽村
  - 鬼平犯科帳スペシャル 一本眉（2007年） - 村松忠之進
  - 鬼平犯科帳スペシャル 引き込み女（2008年） - 村松忠之進
  - 鬼平犯科帳スペシャル 雨引の文五郎（2009年） - 村松忠之進
  - 鬼平犯科帳スペシャル 高萩の捨五郎（2010年） - 村松忠之進
  - 鬼平犯科帳スペシャル 一寸の虫（2011年） - 村松忠之進
  - 鬼平犯科帳スペシャル 盗賊婚礼（2011年） - 村松忠之進
  - 目線（2010年）
  - 検事 霞夕子 第1作（2011年） - 風間医師
  - 判事失格!?弁護士夏目連太郎の逆転捜査」（2017年3月24日） - 浜崎進
- トクチョウの女〜国税局特別調査部〜（2017年3月4日） - 谷田部清彦

 テレビ朝日 
- 土曜ワイド劇場
  - 牟田刑事官事件ファイル
  - 家政婦は見た! 第5作（1987年） - 山根洋二
  - 西村京太郎トラベルミステリー
    - 第17作（1990年） - 小島探偵
    - 第26作（1994年） - 「バー・マエストロ」マスター

  - 女調査員・おでん屋“ぽんた”探偵局 第2作（1998年） - 遠藤二郎
  - 変装婦警の事件簿（2001年） - 坂本晋平
  - 新・赤かぶ検事奮戦記 第13作（2002年） - 中島兼典
  - 法医学教室の事件ファイル 第21作（2005年） - 管理人
  - タクシードライバーの推理日誌
    - 第24作（2008年） - 藤田医師
    - 第34作（2013年） - 林有三

  - デパート仕掛け人!天王寺珠美の殺人推理 第3作（2009年） - 貝谷義憲
  - 100の資格を持つ女〜ふたりのバツイチ殺人捜査〜 第3作（2010年） - 平野達夫
  - おとり捜査官・北見志穂 第15作（2011年） - 鈴木修造
  - 温泉 (秘) 大作戦 第16作（2015年） - 服部権蔵
- 草野球・草家族（1980年） - 渡瀬武
- レッドビッキーズ（1980 - 1982年） - モンタ・アヤ・文三の父
- ザ・ハングマンシリーズ
  - ザ・ハングマン（1981年）
    - 第11話「魔性の母と狼の息子」 - ワイドショー司会者
    - 第31話「サギ師野郎 危ない綱渡り」 - 小沢（黒崎の部下）

  - 新ハングマン 第20話「生徒を売る非行教師」（1983年） - 川原教諭（飛龍工業高校教師）
- 人妻捜査官（1984年）
- 特捜最前線 第488話「侮られた夫の殺意・殺したい程憎い妻!」（1986年） - 谷口よしのぶ
- 暴れん坊将軍IV（1992年） - 勘助
- 七人の女弁護士 第3シリーズ第6話「不倫の果ての殺意 美人OLの完全犯罪!?」（1993年） - 飯田信也
- はぐれ刑事純情派
  - 第6シリーズ 第23話「懐メロコンテストに出た安浦刑事」（1993年） - 杉野哲夫
  - 第7シリーズ 第24話「靴紐の謎 女新聞記者の執念」（1994年） - 井上孝太郎
- 湯けむり女子大生騒動（1994年） - 名倉泰造
- 風の刑事・東京発! 第8話「20年目の再会! 名前のない男」（1995年） - 寺岡啓三
- 炎の消防隊（1996年）
- テツワン探偵ロボタック 第4話「進め!! 少年探偵団」（1998年） - 石楠花八郎教頭 役
- 29歳の憂うつ パラダイスサーティー（2000年）
- 子連れ狼（2003年） - 高峰主膳
- ミステリー民俗学者 八雲樹（2005年） - 生田目重則
- 京都地検の女（2005年） - 田端義武
- 新・桃太郎侍（2006年） - 大黒屋藤兵衛
- 警視庁捜査一課9係 年末SP（2006年） - 大山功
- 遺留捜査（2011年） - 柊龍蔵
- 相棒 season13（2015年） - 双葉春榮

テレビ東京
- 江戸中町奉行所 第2シリーズ第11話 - 最終話（1992年）
- ロケットボーイズ（2006年） - 梶屋源蔵
- のぞき屋（2007年） - 塩崎誠人
- 刺客請負人（2008年） - 小寺良玄
- ドクター調査班〜医療事故の闇を暴け〜（2016年） - 麻木太郎
- 女と愛とミステリー→水曜ミステリー9
  - 監察医・篠宮葉月 死体は語る 第5作（2004年） - 副島収
  - 銀座高級クラブママ青山みゆき（2006年 - 2008年） - 城ヶ崎修司
  - 北アルプス山岳救助隊・紫門一鬼 第10作（2008年） - 唐松小屋の主人
  - 去りゆく日に（2009年） - 朝倉幸介
  - 多摩南署たたき上げ刑事・近松丙吉 第10作（2012年） - 山田三郎

WOWOW
- 超人ウタダ（2009年） - 咲山英二郎
- 結党!老人党（2009年）

### 映画
- 見せたがる女（1981年）
- のぞき屋稼業
- パチスロ一攫千金
- 地獄小僧
- CHECKERS IN TAN TAN たぬき（1985年）
- ザジ ZAZIE（1989年） - 歯科医
- 大誘拐 RAINBOW KIDS（1991年）
- 釣りバカ日誌4（1991年） - 島田秘書室長
- 難波金融伝・ミナミの帝王（2004年）
- 日野日出志のザ・ホラー怪奇劇場（2004年） - じいや
- 蟲師（2007年） - ぬいの亭主
- アフタースクール（2008年） - バクさん 役
- ゲゲゲの女房（2010年） - 飯塚長兵衛 役
- リトル・マエストラ（2013年） - 老指揮者・吉川（美咲の祖父） 役
- ハッピーフライト
- 罪の声（2020年） - 三谷浩二 役

### 劇場アニメ
- バケモノの子（2015年） - 賢者[5]

### 人形劇
- ヤンヤンムウくん （1973年） - バクさん
- おとぎのへや「魔女と長い皮ぶくろ」（1982年） - 語り手
- ひょっこりひょうたん島（2003年） - 国際郵便局員

### テレビ番組
- A Step to English
- ブンブンバンバン（司会）
- 小川宏ショー（レポーター）
- カリキュラマシーン（パネル板付き型人間ロボット）
- 関ジャニの仕分け∞

### ラジオドラマ
- FMシアター（NHK-FM）
  - 太陽通り（2006年9月23日） - クッピシュ
  - ミュージックセラピスト（2015年5月23日）
  - 夜市（2015年10月24日） - 人攫い
  - ノスタルジック葉山（2019年4月20日）
  - 戦争の歌がきこえる（2021年2月6日）
- 青春アドベンチャー（NHK-FM）
  - 闘う女。〜そんな私のこんな生きかた〜（2007年）
  - 年忘れ青春アドベンチャー「燃えよ虎の子」（2009年）
  - ヤッさん（2010年）
  - ごくらくちんみ（2011年）
- 特集オーディオドラマ 希望（2013年1月2日） - 照さん

### CM
- 日本製粉 「チキンフライミックス」（1974年）